# Ricardo Lagos Andino

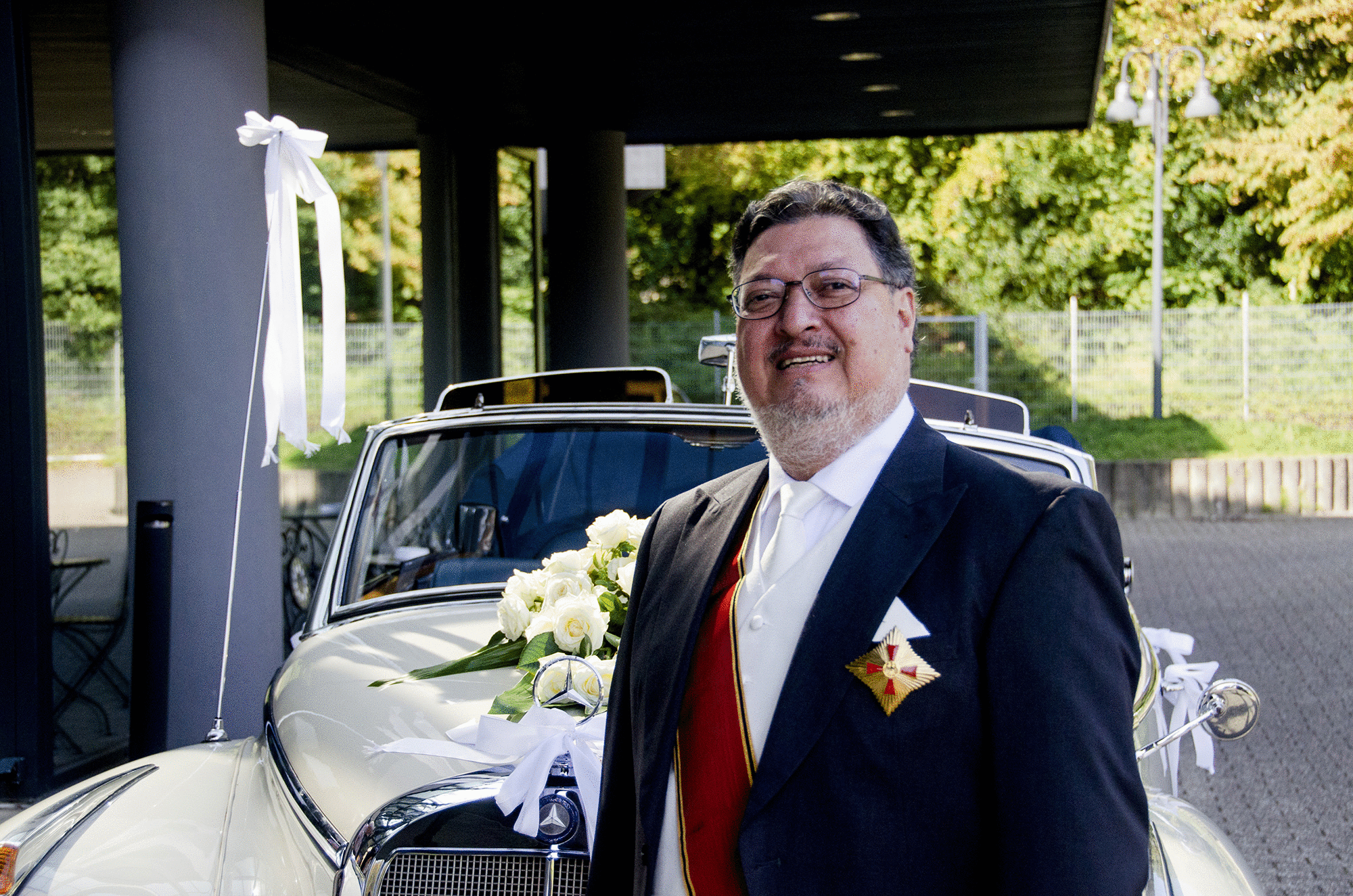
Ricardo Lagos Andino

Ricardo Lagos Andino (* 10. August 1954) ist ein honduranischer Diplomat mit spanischer und honduranischer Staatsangehörigkeit.

## Leben
Seit 1977 ist er mit Claudia Kalhoff de Lagos Andino M.A. verheiratet (7 Kinder). Von 1981 bis 1982 und von 1986 bis 1989 war er Dozent an der Universidad Nacional Autónoma de Honduras (UNAH) und seit 2009 ist er Dozent des Promotionsstudiengangs der Sozialwissenschaften der UNAH. Von 1983 bis 1986 war er Dozent an der Westfälischen Wilhelms-Universität und seit 1993 ist er Lehrbeauftragter am Institut für Politikwissenschaft der WWU. Von 2001 bis 2007 war er Dozent an der Fachhochschule Münster.
Von 1986 bis 1988 leitete er die Abteilung Planung des Planungsministeriums. 1988 war er Berater von UNICEF. Von 1988 bis 1989 war er Koordinator für die Gründung des Zentralamerikanischen Parlaments. Von 1989 bis 1993 war er stellvertretender Leiter des Instituto de Relaciones Europeo-Latinoamericanas (IRELA) in Madrid. Von 1991 bis 1993 war er Berater beim Europäischen Wirtschafts- und Sozialausschuss. Von 1993 bis 1994 war er Fachbereichsleiter in der Akademie Franz-Hitze-Haus in Münster. Von 1994 bis zum 10. Juli 1998 war er Botschafter in Deutschland (Bonn) und ab dem 4. November 1996 auch in Österreich (Wien) und Polen (Warschau) akkreditiert. Seit 1998 ist er ständiger Vertreter des Zentralamerikanischen Parlaments in Europa. Von 2000 bis 2003 war er Berater der Zentralamerikanischen Bank für Wirtschaftsintegration in Europa. Von 2005 bis 2009 war er Berater beim Comisionado Nacional de Derechos Humanos en Honduras (CONADEH). Seit 1998 ist er Träger des Großen Verdienstkreuzes mit Stern und Schulterband des Verdienstordens der Bundesrepublik Deutschland.